# Rundstück warm
Il rundstück warm (lett. "panino caldo") è un panino tedesco composto da una pagnotta integrale rotonda tagliata longitudinalmente, racchiudente una fetta di arrosto di manzo o maiale e cosparso di fondo di cottura della carne. Il rundstück warm viene spesso servito con contorni a piacere tra cui senape, sottaceti e gelatina ricavata dal sopracitato fondo di cottura.

## Storia
Il rundstück warm è considerato un alimento "secolare" e la sua origine viene fatta risalire dagli storici ad Amburgo del XVII secolo, quando si iniziarono a consumare delle pagnotte tondeggianti in quella città. Le prime versioni dell'odierno rundstück warm erano semplici fette di pane con della carne sopra e si consumavano il lunedì recuperando gli avanzi di carne del pranzo domenicale. Spesso il pane era quello non mangiato a colazione. Agli inizi del XX secolo il rundstück warm divenne un tipico spuntino di Amburgo.
Il rundstück warm è considerato un antecedente e talvolta il progenitore del moderno hamburger (le cui origini sono però rivendicate da più parti).